# Chiesa di San Vito (Modugno)
La chiesa di San Vito è un luogo, ora chiuso al culto per le sue condizioni precarie, di Modugno (BA), in piazza Romita Vescovo
Fu edificata a metà del XVII secolo. Dal 1670 al 1813 divenne cappella dell'annesso ospedale, che in origine era gestito da ecclesiastici e poi passò alla Confraternita della Pietà, ereditando la funzione del Conservatorio di Sant'Eligio. Dal XVIII secolo ospitò le statue della processione del Venerdì Santo e all'inizio del XX secolo è ricordata come una delle chiese più fastose di Modugno. L'edificio cadde in rovina con la II Guerra Mondiale; fino al 2004 era riaperta solo il 15 giugno, in occasione della festa di San Vito, poi venne definitivamente chiusa.
Nonostante l'avanzato stato di degrado si possono ancora osservare alcuni elementi della facciata originale in stile barocco. Sul lato inferiore, fino all'altezza del portale, sono presenti elementi di bugnato e la parte superiore è liscia ed ospita una finestra rettangolare ornata da una cornice tortile. I lati della facciata sono ornati da lesene decorate.
L'interno, formato da un ambiente unico, presenta alcune decorazioni in stucco. Ha volta a botte con lunettoni. La chiesa conserva un altare in legno del Seicento e una tela seicentesca di Giovanni De Candia, rappresentante la Deposizione con Vergine e Santi.